# Halina Stecka

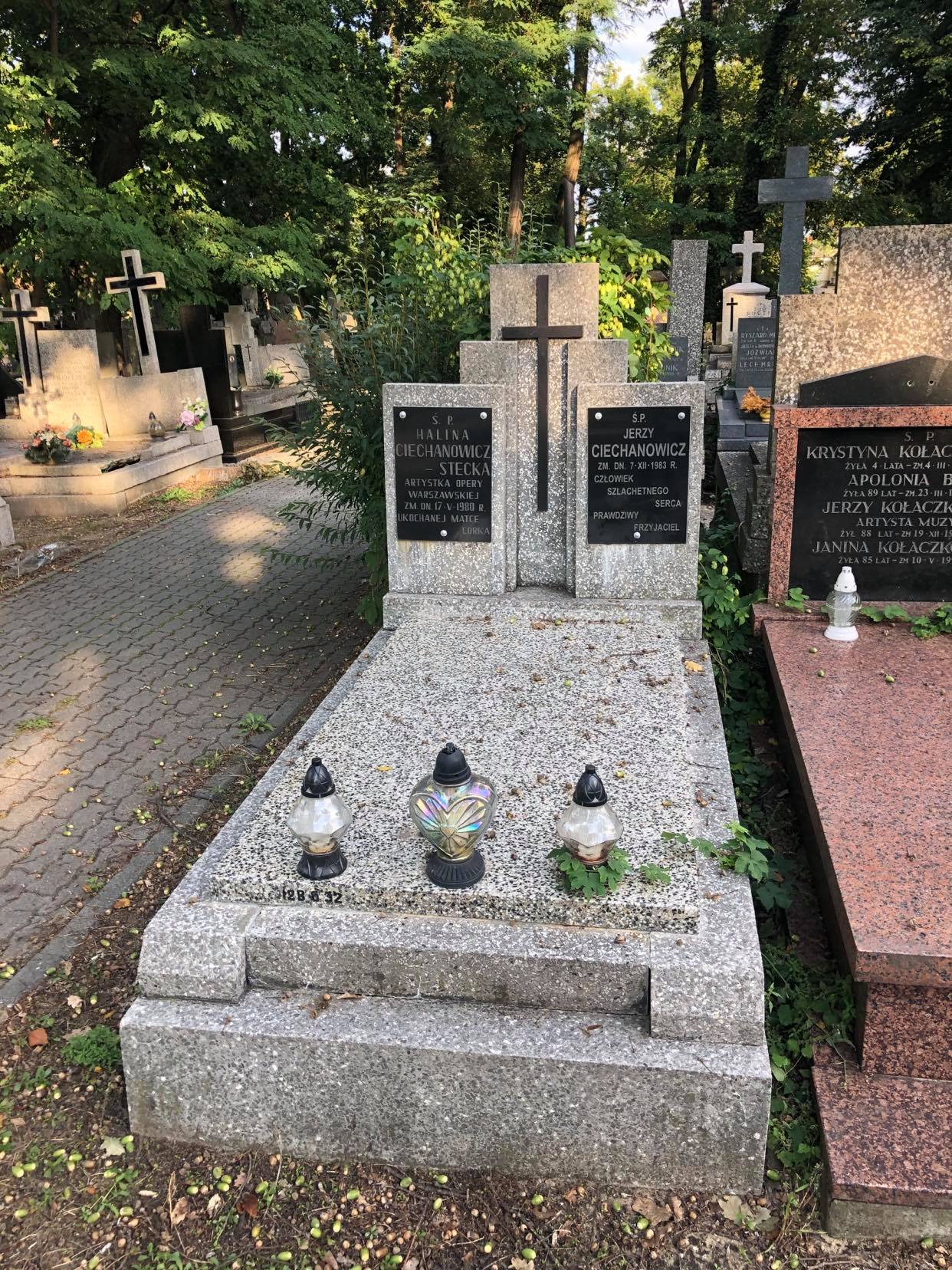
Grobowiec Haliny Ciechanowicz Steckiej i jej męża Jerzego na cmentarzu Bródnowskim w Warszawie

Halina Aniela Stecka (właściwie Halina Aniela Staniszewska, 1° v. Gustowska, 2° v. Ciechanowicz) (ur. 31 stycznia 1913 w Warszawie, zm. 17 maja 1980 tamże) – polska śpiewaczka operowa, mezzosopran.

## Życiorys
Córka Feliksa Staniszewskiego i Józefy z domu Dylik, żoną najpierw Ludwika Gustowskiego, potem Jerzego Ciechanowicza. W 1931 ukończyła gimnazjum w Warszawie, a następnie poślubiła Ludwika Gustowskiego. Pobierała lekcje śpiewu u Wacława Brzezińskiego, a następnie u Stefana Beliny-Skupiewskiego. Przez dwa lata szkoliła głos w Studiu Operowym Ludwika Baldwina-Ramułta przy Towarzystwie Opery Narodowej. Jej debiut miał miejsce 29 września 1934 w Teatrze Wielkim w Warszawie w operze „Eros i Psyche", po którym otrzymała angaż. Od 1937 wykonywała wiele drugoplanowych partii operowych m.in. Marię („Holender tułacz", 1936) czy Martę („Straszny dwór", 1936) oraz role operetkowe. Uczestniczyła również w objazdowych przedstawieniach operowych organizowanych Romana Wragę. Śpiewała partię Berty w „Cyruliku sewilskim", który wystawiała Polska Opera Ludowa w Teatrze 8:15. Po wybuchu II wojny światowej pracowała w biurze, a także występowała w kawiarniach i teatrach jawnych. W sezonie 1942/1942 w Teatrze Miasta Warszawy śpiewała partię Sylviany w „Wesołej wdówce", a w marcu 1944 jako Halina Stecka-Gustowska występowała w Krakowskim Teatrze Powszechnym w „Cyruliku sewilskim". Pod koniec wojny przebywała na wsi, a po zakończeniu wojny mieszkała w Świnoujściu, gdzie pracowała w starostwie. Do Warszawy wróciła pod koniec 1946 i otrzymała angaż w Miejskich Teatrach Dramatycznych, gdzie została solistką Sceny Muzyczno-Operowej. Śpiewała m.in. Bertę („Cyrulik sewilski"), Suzuki („Madame Butterfly"), Panią Page „(Wesołe kumoszki z Windsoru)", Agnieszkę („Sprzedana narzeczona"), Marię („Król włóczęgów"). W latach 1948–1961 należała do zespołu Opery Warszawskiej, gdzie śpiewała wiele drobnych partii, takich jak: Filipiewna („Eugeniusz Oniegin"), Chochlik („Goplana"), Annina („Traviata"), Pastuszek („Tosca"), Laura („Jolanta"), Guwernantka („Dama pikowa"), Marta („Faust"). W końcem 1961 przeszła w stan spoczynku.
Pochowana na cmentarzu Bródnowskim (kw. 12B, rząd VI, grób 32).